# Schizodactylus hesperus
Schizodactylus hesperus je врста инсекта равнокрилца (Orthоpterа) из породице Schizodactylidae. 
Откривен је у Авганистану 1967. у близини Јалалабада.
Нема ни синонимних ни познатих народних назива.